# Coleophora amarchana
Coleophora amarchana é uma espécie de mariposa do gênero Coleophora pertencente à família Coleophoridae.